# ديكاتورفيل (ميزوري)
ديكاتورفيل (بالإنجليزية: Decaturville)‏ هي إحدى المجتمعات الفردية (غير مصنفة) في ولاية ميزوري في الولايات المتحدة الأمريكية.